# Omineca (rivière)
Pour les articles homonymes, voir Omineca.
L'Omineca (en anglais Omineca River) est une rivière qui coule dans le nord de la Colombie-Britannique au Canada, à travers les montagnes Omineca. 

## Géographie
Elle s'écoule globalement de l'ouest vers l'est en direction du sillon des Rocheuses où elle rejoint la rivière Mesilinka (Mesilinka River) avant de se jeter dans le lac Williston (Williston Lake), par l'intermédiaire d'un bras appelé Omineca Arm, dans le bassin de la rivière de la Paix (Peace River).
La plus grande partie des terrains qui recouvrent ses rives constitue une zone protégée depuis 2001, le Parc provincial et l'aire protégée d'Omineca (Omineca Provincial Park and Protected Area). Il s'agit d'un habitat privilégié pour les rennes, les élans et les gloutons ainsi que pour les oiseaux aquatiques.
De l'or est découvert dans les montagnes Omineca durant l'été 1861, d'autres découvertes ont lieu dans divers cours d'eau les années suivantes entraînant une ruée vers l'or à partir de 1868. La rivière Omineca constituera un axe important pour le transport des mineurs qui participeront à cette ruée. De l'or sera également découvert dans la rivière elle-même en 1871.